# Linie van de Eendracht
De Linie van de Eendracht of Eendrachtslinie was een van de oudste verdedigingslinies van Nederland. Het doel van de linie was het beschermen van de scheepvaart over de Eendracht en het verdedigen van Zeeland, in het bijzonder Tholen, tegen een aanval van Spaanse troepen vanuit Noord-Brabant. Na de aanleg van de West-Brabantse waterlinie, kregen de fortificaties vooral de rol van een reservelinie.

## Geschiedenis

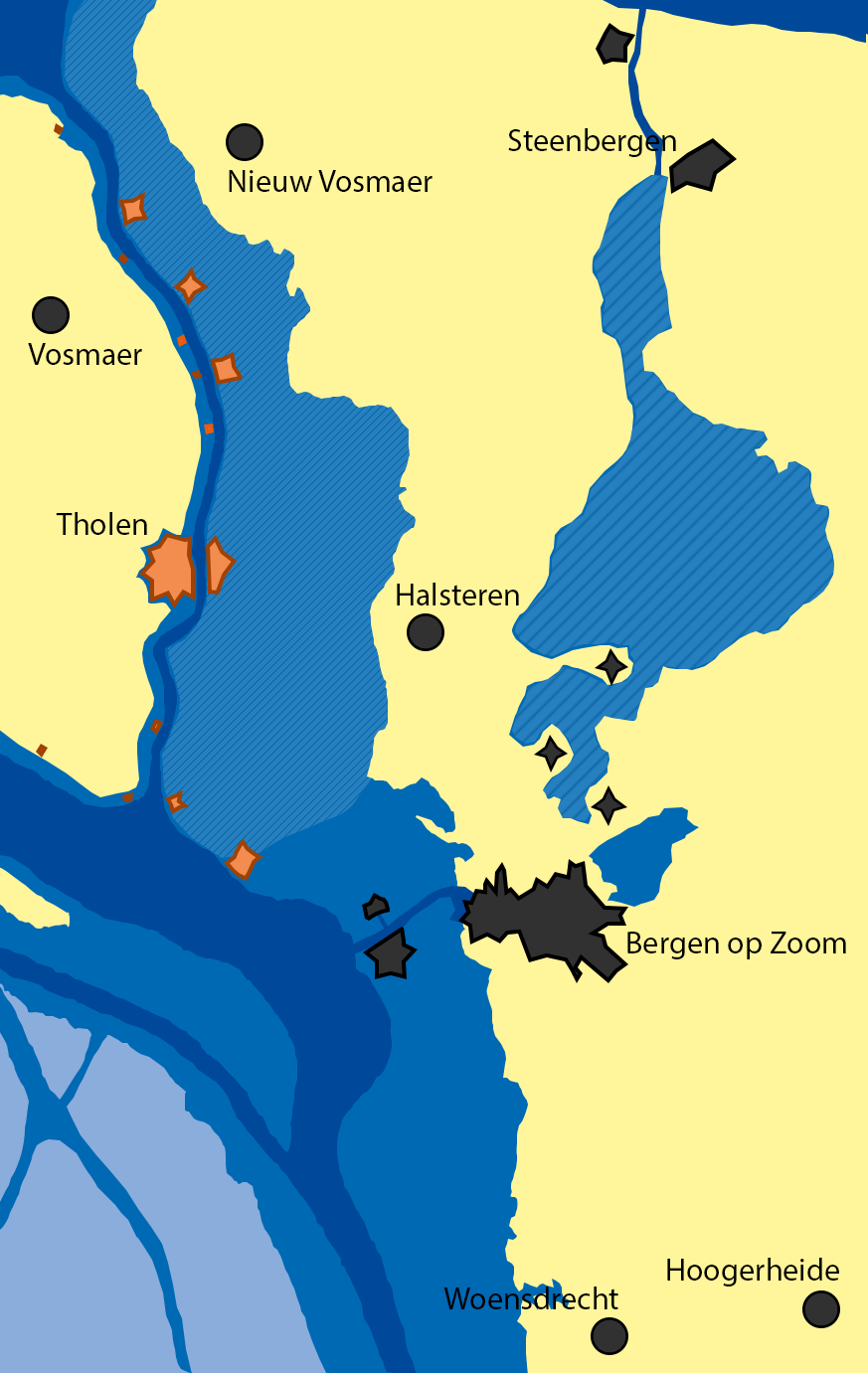
De Linie van de Eendracht. (1620)

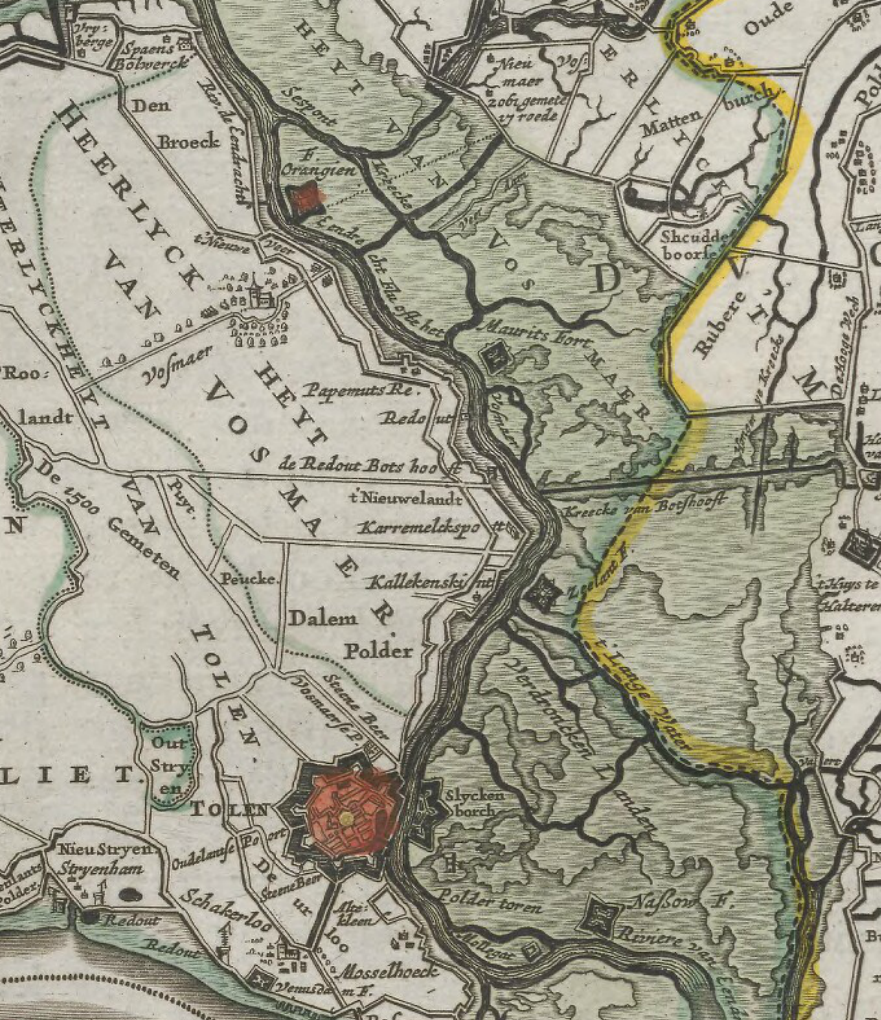
Linie van de Eendracht in de atlas van Blaeu (1648)

Aan het begin van de Tachtigjarige Oorlog is er de dreiging van een Spaanse aanval op de opstandige Zeeuwse steden en de regio rondom Bergen op Zoom. Zo wordt in 1582 Steenbergen bezet door de Spanjaarden en wordt in 1588 de stad Bergen op Zoom belegerd door Parma (in 1590 weer ontzet door Maurits van Oranje). Ook wordt herhaaldelijk geprobeerd het eiland Tholen te bezetten.
Om de defensie te verbeteren worden in opdracht van de Staten Generaal en Willem van Oranje in de periode 1583 tot 1585 ten oosten van de Eendracht de net aangelegde polders ten westen van Steenbergen en Halsteren onder water gezet. Ook de dijken van het Noordland bij Bergen op Zoom werden onder de Spaanse dreiging doorgebroken. Nadat deze al beschadigd waren door de stormvloeden van 1530, 1532, 1552 en 1570, betekende dit het definitieve einde van deze polders. Het land werd zo door de getijde op een natuurlijke wijze geïnundeerd. Door het onherbergzame karakter van het terrein werden de Spaanse aanvallen steeds afgeslagen. Bij vloed verdronken de soldaten in de onder water gelopen gebieden of raakten bij eb vast in het slijk van de schorren, waardoor zij een makkelijk doelwit waren voor het geschut.
Daarnaast worden in de periode 1578 en 1595 langs beide zijden van de Eendracht diverse vestingwerken aangelegd, voornamelijk vierhoekige schansen en redoutes. Aan de Thoolse kant verschijnen de volgende versterkingen van noord naar zuid:
- redoute Den Hemel, lag bij de polder van Vrijbergen en de Hemelkreeken en was gebouwd vóór 1594.
- schans Spaans Bolwerck, gelegen in de Hikke-polder en werd gebouwd vóór 1625.
- Het Nieuwe Veer
- schans Papemutse. De naam is een verwijzing naar het vierkante Bonnet dat werd gedragen door een katholieke priester. Deze versterking was in 1748 nog steeds aanwezig.
- redoute Karnemelksepot
- redoute Kallekenskint. Naam mogelijk afgeleid van ''Kallen'', in de betekenis van onbeduidend spreken of onzin uitslaan
- redoute Mosselhoek
- fort Rasernij werd vernoemd naar de gelijknamige polder en aangelegd aan de Vrouw Belie-polder en Deurlo polder.
- schans Botshooft was waarschijnlijk de oudste schans aan Thoolse zijde

Aan de Brabantse kant werden in de eerste fase (periode 1584 - 1593) gebouwd:
- fort van Ses Pondt (1593), deze lag naast kreek 't Gat van Ses Pondt
- fort Grootendorst (1593). Dit fort verdween vóór 1650.
- fort De Drie Sluijskens was aangelegd op de plaats waar drie sluizen de waterhuishouding van de polders Onze lievevrouweland, Noordpolder en Nieuw Kijkuit regelden.
- fort Het Mollegat was aangelegd vóór 1588 in de polder Clampan en verdween in de periode 1650 - 1670.
- redoute Roert den Duvel (of Beckaf).
- redoute Het Geusegat
- fort tegenover de stad Tholen

In 1589 werd de Eendracht verdiept. Naast deze forten en het inundatiegebied ten oosten van de Eendracht, maakten de vestingsteden Steenbergen, Bergen op Zoom en Tholen onderdeel van de linie.
Met uitzondering van fort Mollegat worden tijdens de laatste jaren van het Twaalfjarig Bestand (in de periode 1615-1621) de meeste van deze geïmproviseerde verdedigingen aan de Brabantse kant vervangen door een aantal forten, die samen met de vestingstad Tholen de linie vormden. De ingenieur David van Orliens (ca. 1570 - 1652) werd door de Staten van Zeeland belast met de bouw. De forten kenden alle dezelfde bouw (vier bastions en een natte gracht). De totale bouwkosten bedroegen 14111 pond, bijeengebracht door de Staten-Generaal, de Raad van State en het gewest Zeeland. Bij een aantal forten is in de achttiende eeuw de keelzijde opengemaakt zodat deze toegankelijker werd voor de aan- en afvoer van materialen.
- fort Oranje (1619), gebouwd ter vervanging van Fort van Ses Pondt. Dit fort lag in het geïnundeerd gebied bij Nieuw-Vossemeer (locatie). In de loop van de negentiende eeuw verviel het fort, waarna het in 1869 verdween bij de aanleg van de Beciuspolder.
- fort Nassau (1619), gebouwd ter vervanging van de redoute Roert den Duvel en Geusegat, lag aan de monding van de Eendracht (locatie). Het speelde een rol bij de Slag op het Slaak. In 1682 werd het fort beschadigd door een stormvloed, waarna het niet meer werd herstelt. Op dezelfde plaats werd Fort Tweedijk gebouwd.
- fort Maurits (1620), gebouwd ter vervanging van fort Grootendorst. Net als fort Oranje lag dit fort in het geïnundeerd gebied bij Nieuw-Vossemeer (locatie). Is deels opgenomen in de dijk van de Eendrachtspolder (1679). Na de watersnoodramp (1953) is zijn de laatste resten verdwenen bij de aanleg van de nieuwe dijk.
- fort Zeelandia (of fort Zeeland, 1620), gebouwd ter vervanging van fort De Drie Sluijskens. Dit fort lag oorspronkelijk tussen de schorren van de Eendracht (locatie). Met de aanleg van de Auvergnepolder (1692) en de Oud Glimespolder (1688) kwam er een vaste verbinding met het vasteland. Het fort is meerdere keren aangepast (onder meer in 1747 en 1785). Na te zijn vervallen verdwenen de laatste resten in 1953 tijdens de watersnoodramp.

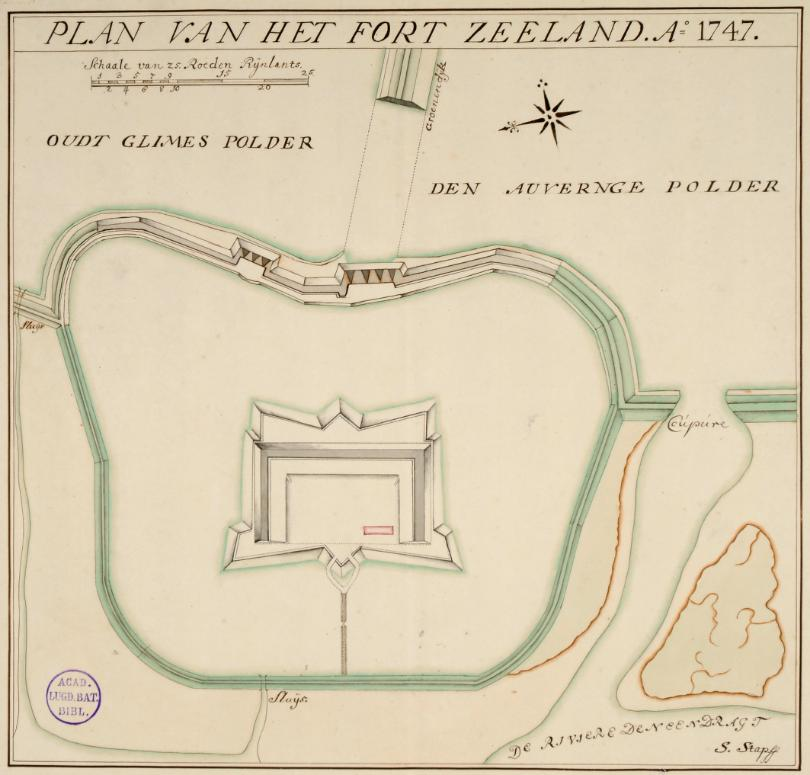
Fort Zeelandia (1747)

- kroonwerk (of hoornwerk) Slikkenburg, uitbreiding op het fort tegenover de stad Tholen (locatie).

Met de aanleg van de nieuwe forten aan de Brabantse kant nam het belang van de forten aan de Thoolse zijde af, waardoor deze in verval raakten of opgingen in buurtschappen (zoals Karnemelksepot en Nieuw Veer). De oorspronkelijke bouw (vierkante schansen) bleef ongewijzigd.
De inundatie van de linie van de Eendracht kon door de getijde moeilijk worden gereguleerd. Ook bleek de verdediging van Steenbergen kwetsbaar. Hierop werd besloten tot de aanleg van de West-Brabantse waterlinie in 1628. Het belang van de Linie van de Eendracht werd minder en raakte in onbruik. Zeker ook omdat de forten door hun ligging kwetsbaar waren voor het zeewater en dus meer onderhoud vergden.
Een combinatie van slecht onderhoud en een te zwakke bezetting zorgden er in 1712 voor dat de Fransen de linie konden doorbreken en Tholen te plunderen. Tijdens de belegeringen van Bergen op Zoom en Steenbergen wordt de Eendrachtslinie weer enigszins op sterkte gebracht en worden de vervallen forten gerepareerd. Veel van de forten kregen een functie als Batterij. In deze periode wordt Fort Suikerbrood (ook wel Fort Kladsendijk of Fort Spalaar genoemd) aangelegd. Na de inname van Bergen op Zoom en het mislukte aanval op Steenbergen trekken de Fransen echter niet door naar Zeeland.
In 1794, bij de inval van de Franse troepen in de Republiek, wordt de linie voor het laatst in gereedheid gebracht, maar wordt wederom niet aangevallen. Wanneer de vesting van Tholen in 1812 wordt opgeheven, verliest ook de Eendrachtslinie haar nut. Veel van de forten zijn op landkaarten uit 1848 al niet meer zichtbaar, een deel doordat zij afgegraven zijn, maar ook omdat zij bij de verbreding en kanalisatie van de Eendracht (het toekomstige Schelde-Rijnkanaal) onder water verdwenen.
De forten zijn inmiddels allemaal verdwenen, enkel Fort Maurits en Zeelandia zijn nog enigszins in het landschap herkenbaar.

## Eendrachtsstelling
Tijdens de mobilisatie in 1939 werd tussen Halsteren en Tholen de Eendrachtsstelling aangelegd. De stelling maakte gebruik van het oude kroonwerk Slikkenburg en bestond uit verschillende mitrailleuropstellingen bij Tholen en prikkeldraadversperringen. Daarnaast werd de Auvergnepolder geïnundeerd. Na de capitulatie in mei 1940 werd de stelling opgeheven.